# Поды (Чугуевский район)
Поды (укр. Поди) — село,
Старопокровский сельский совет,
Чугуевский район,
Харьковская область.
Код КОАТУУ — 6325487002. Население по переписи 2001 года составляет 66 (33/33 м/ж) человек.

## Географическое положение
Село Поды находится на левом берегу реки Уды и является пригородом посёлка Новопокровка;
выше по течению примыкает пгт Новопокровка,
на противоположном берегу — село Старая Покровка.
Рядом проходит железная дорога, станция Эсхар.

## История
- 1647 — дата основания слободы Старая Покровка, в состав сельсовета которого входят ныне Поды.
- 18 век — дата основания хутора Поды.
- В 1940 году, перед ВОВ, на хуторе Поды было 12 дворов, мукомольный завод, озеро и деревянный автомобильный мост в Старую Покровку.[4]

## Экономика
- Новопокровский комбинат хлебопродуктов.

## Транспорт
- Ж.д. станция Эсхар.[5]